# باهیا هوندا (کوبا)
باهیا هوندا (به اسپانیایی: Bahía Honda) یک منطقهٔ مسکونی در کوبا است که در استان آرتمیسا واقع شده‌است. باهیا هوندا ۷۸۴ کیلومتر مربع مساحت و ۴۵٬۹۶۸ نفر جمعیت دارد و ۲۵ متر بالاتر از سطح دریا واقع شده‌است.